# Подгорненский сельсовет (Староюрьевский район)
Подгорненский сельсове́т — сельское поселение в Староюрьевском районе Тамбовской области.
Административный центр — село Новиково.

## Население
| 2010 | 2012  | 2013  | 2014  | 2015  | 2016  | 2017 |
| ---- | ----- | ----- | ----- | ----- | ----- | ---- |
| 1187 | ↘1158 | ↘1119 | ↘1098 | ↘1062 | ↘1030 | ↘972 |
| 2018 | 2019  | 2020  | 2021  |       |       |      |
| ↘964 | ↘920  | ↘865  | ↘833  |       |       |      |

## Состав сельского поселения
| № | Населённый пункт | Тип населённого пункта       | Население |
| - | ---------------- | ---------------------------- | --------- |
| 1 | Васильевка       | деревня                      | 79        |
| 2 | Ивановка         | деревня                      | 63        |
| 3 | Киселёвка        | деревня                      | 10        |
| 4 | Любовь           | деревня                      | 14        |
| 5 | Надеждина        | деревня                      | 80        |
| 6 | Подгорное        | село, административный центр | 825       |
| 7 | Рахманино        | деревня                      | 29        |
| 8 | Савёлово         | деревня                      | 58        |
| 9 | Шемановка        | деревня                      | 29        |